# Zona australàsia
La zona australàsia és una ecozona que coincideix, però no és sinònim (d'acord amb algunes definicions), amb la regió geogràfica d'Australàsia. Aquesta ecozona engloba Austràlia, l'illa de Nova Guinea (inclosa Papua Nova Guinea i la província Indonèsia de Papua Occidental), i la part oriental de l'arxipèlag indonesi, que inclou l'illa de cèlebes, les illes moluques (les províncies indonèsies de Maluku i Moluques Septentrionals) i les illes de Lombok, Sumbawa, Sumba, Flores i Timor, sovint conegudes com les Sonda menors. L'ecozona australàsia també inclou diversos grups d'illes del pacífic com l'arxipèlag de Bismarck, Vanuatu, Salomó i Nova Caledònia. Nova Zelanda i les illes que l'envolten, formen part d'una sub-regió de l'ecozona australàsia. La resta d'Indonèsia forma part de la zona indomalaia.